# Universidade de Mogadíscio
A Universidade de Mogadíscio ou de Mogadixo (em inglês: Mogadiscio University; em árabe:  امعة مقديشو, em somali: Jaamacada Muqdisho) é uma universidade não-governamental credenciada em Mogadíscio, capital da Somália. Desde 2012, está classificada entre as 40 melhores universidades da África.

## História

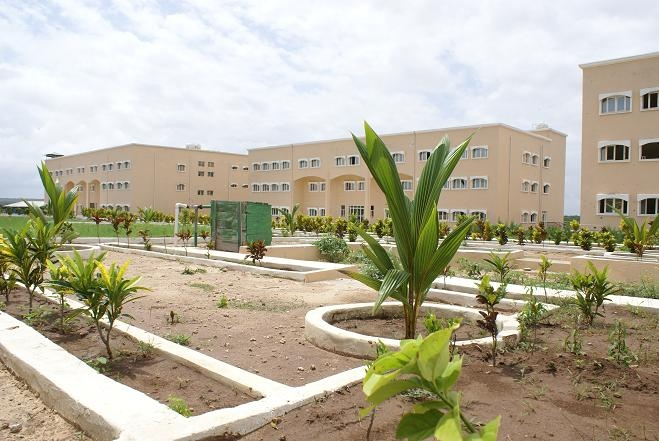
Vista de um campus da Universidade de Mogadíscio.

A ideia de estabelecer uma instituição de ensino não-governamental foi iniciada em junho de 1993, após o que levou cinco anos para desenvolver e abrir a universidade. Em 22 de setembro de 1997, A Universidade de Mogadíscio (Mogadishu University) abriu as suas portas como uma instituição não-governamental, sem fins lucrativos de ensino superior, regido por um Conselho de Curadores e um Conselho Universitário. 
A Universidade de Mogadíscio transferiu suas atividades para o seu novo campus, nos arredores de Mogadíscio. Atualmente, Dr. Ali Sheikh Ahmed é o reitor. O campus foi iniciado com o apoio do Banco de Desenvolvimento Islâmico em Jeddah, Arábia Saudita, entre outros doadores. Em 2008, a Universidade de Mogadíscio inaugurou outro campus em Bosaso, na região nordeste da Somália.
A instituição foi convidada para participar da Coordenação de Ajuda Corporal da Somália (SACB), da Comissão do Setor Educacional. Em 21 de setembro de 2004, os representantes da MU Mr. Fathudin Mohamed, Westley Bii e Hussein M. Iman, participaram da reunião do Comitê do Setor Educacional, em Nairobi, no Quênia.
Dois delegados da Universidade de Mogadíscio, Dr. Abdurahman Moalim Abdullahi, o Presidente do Conselho de Curadores e Dr. Abdullahi Farah Asseyr, Assessor do reitor e Chefe de Assuntos de Saúde da universidade, fizeram uma visita de 10 dias à Noruega, durante o qual eles assinaram um acordo de parceria com a Universidade de Tromsø.

## Admissão
A universidade aceita alunos que se formaram em escolas de ensino médio ou aqueles que têm os certificados equivalentes ao GCE. Antes da inscrição, os alunos sentam-se para os exames de qualificação. Se forem aprovados, eles passam a se inscrever no seu programa de estudo.